# شهرداری خاشوری
شهرداری خاشوری (به گرجی: ხაშურის მუნიციპალიტეტი) یکی از شهرداری‌های گرجستان در استان شیدا کارتلی است. مرکز اداری آن خاشوری است.